# Пальчиково
Па́льчиково (рос. Пальчиково, башк. Пальчиков) — присілок у складі Бакалинського району Башкортостану, Росія. Входить до складу Мустафинської сільської ради.
Населення — 16 осіб (2010; 24 у 2002).
Національний склад:
- росіяни — 100 %